# Hyllerup
Hyllerup (dansk) eller Hüllerup (tysk) er en landsby beliggende på den slesvigske gest vest for Flensborg ved vejen til Bredsted. Administrativt hører Hyllerup under Hanved Kommune i Slesvig-Flensborg kreds i den nordtyske delstat Slesvig-Holsten. Hyllerup var en selvstændig kommune indtil marts 1974, hvor byen sammen med Ellund, Gottrupelle, Hanved, Havrup og Timmersig blev sammenlagt i Hanved Kommune. I den danske periode indtil 1864 hørte landsbyen under Hanved Sogn (Vis Herred, Flensborg Amt).
Hyllerup er første gang nævnt 1379. Stednavnets første led er enten afledt af hyld (oldnordisk hǫll) eller af hylle (oldnordisk hylr) for et dybt sted, navnet beskriver måske en å med mange dybe steder.
Landsbyen hørte tidligere under Treja Herred (før 1702 Treja Fogderi, før 1652 Svavsted Birk) og kom først i 1856 under Vis Herred. På den vest for landsbyen beliggende Hyllerupmark opførte kolonisterne i 1761 koloniststedet Christianshede (Christiansheide), opkaldt efter den senere konge Christian 7. I nord støder landsbyen til Hanved Skov.